# Deisenhausen

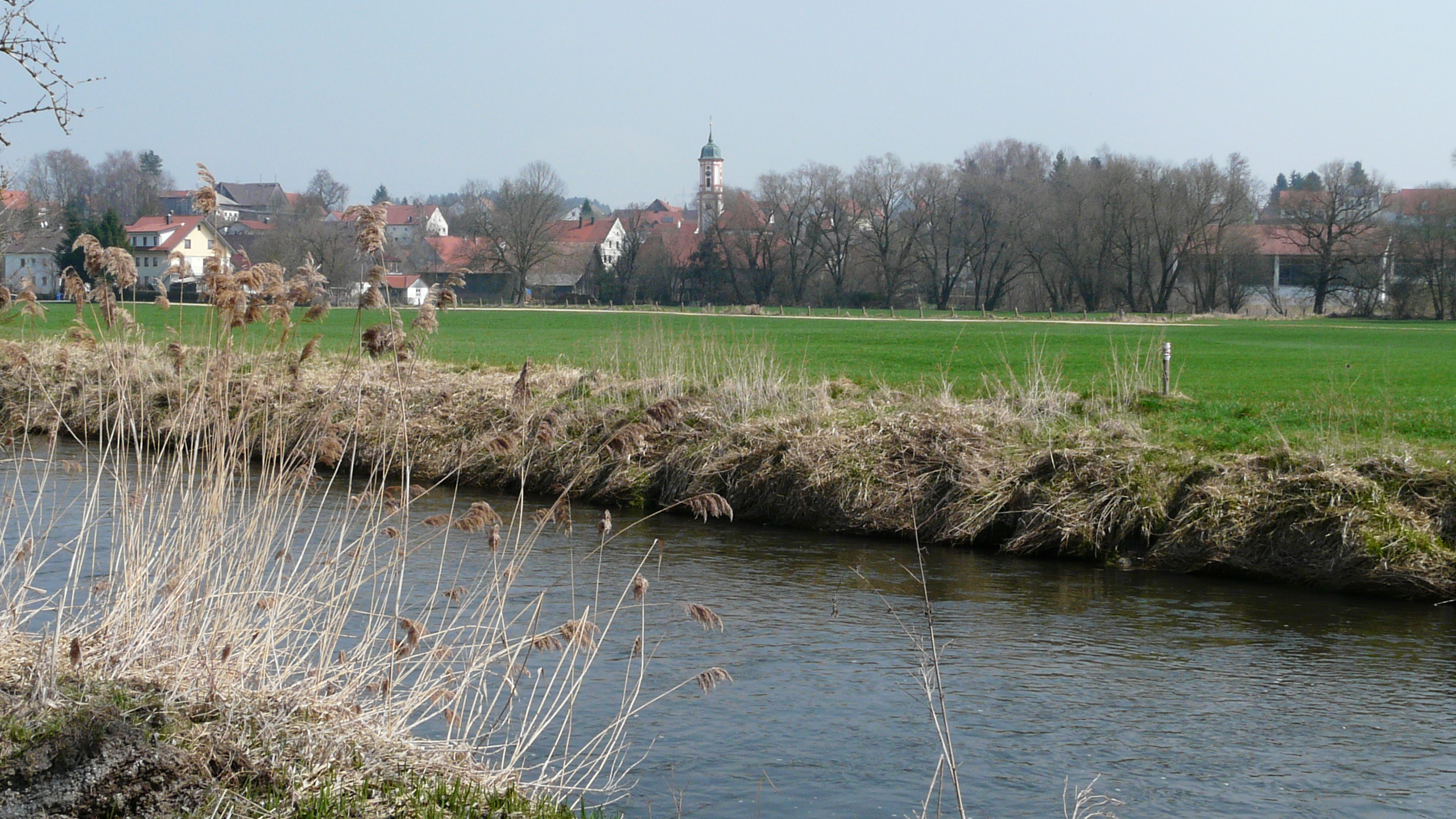
Deisenhausen an der Günz

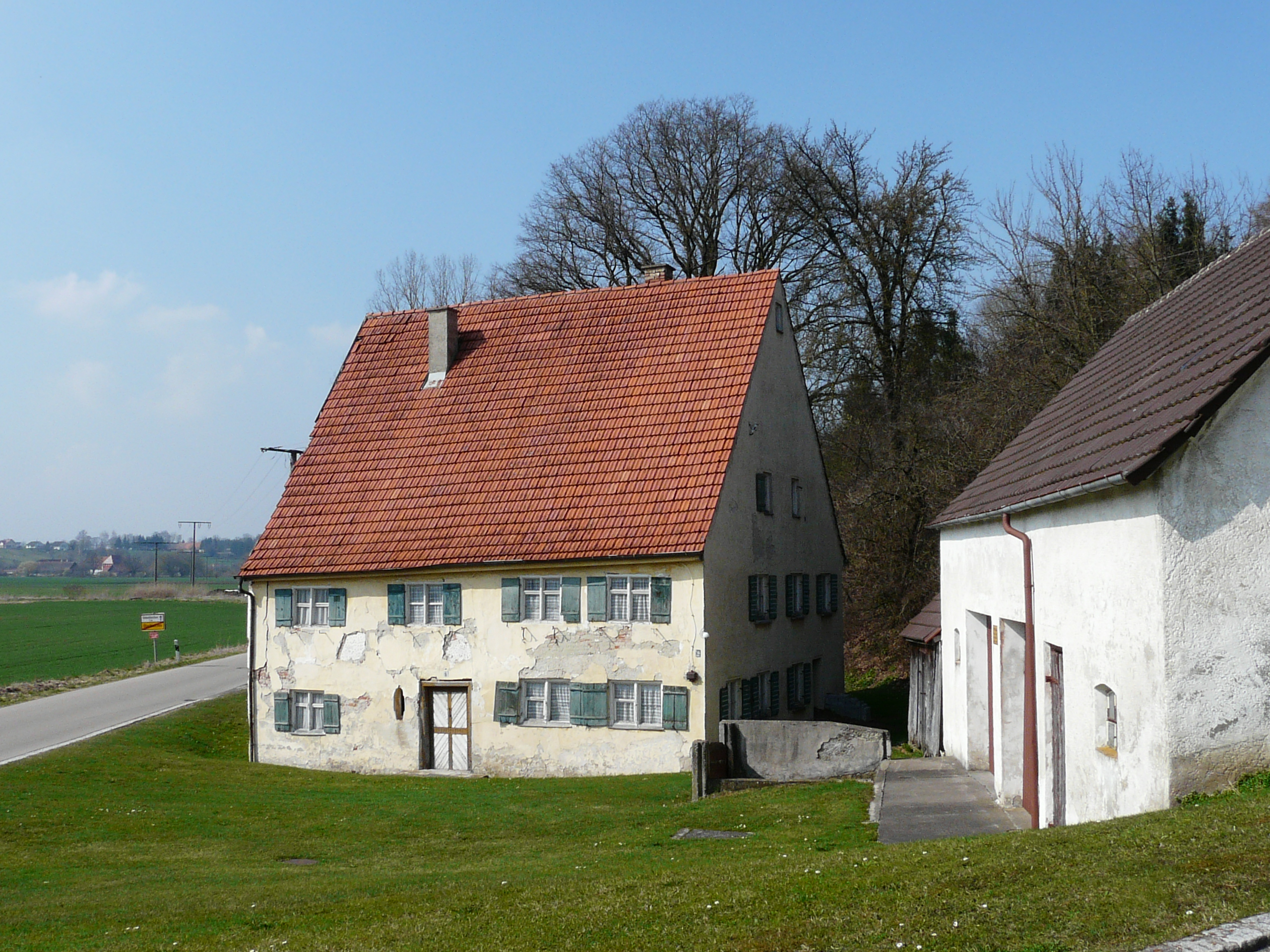
Oberbleichen

Deisenhausen ist eine Gemeinde im bayerisch-schwäbischen Landkreis Günzburg und ein Mitglied der Verwaltungsgemeinschaft Krumbach (Schwaben).

## Geografie
Die Gemeinde liegt in der Region Donau-Iller an dem Fluss Günz.
Es gibt sechs Gemeindeteile (in Klammern ist der Siedlungstyp angegeben):
- Deisenhausen (Pfarrdorf)
- Unterbleichen (Pfarrdorf)
- Oberbleichen (Kirchdorf)
- Nordhofen (Dorf)
- Ende (Einöde)
- Kiesberg (Einöde)

Es gibt die Gemarkungen Deisenhausen, Oberbleichen und Unterbleichen.

## Geschichte

### Bis zur Gründung der Gemeinden
Deisenhausen war vor 1800 Herrschaft und gehörte zur St. Jakobspfründe in der Freien Reichsstadt Augsburg. Oberbleichen und Unterbleichen gehörten verschiedenen Patrizierfamilien. Seit den Friedensverträgen von Brünn und Preßburg 1805 gehörte der Ort zum neu entstandenen Königreich Bayern. Im Zuge der Verwaltungsreformen im Königreich Bayern entstanden mit dem Gemeindeedikt von 1818 die Gemeinden Deisenhausen, Oberbleichen und Unterbleichen.

### Eingemeindungen
Im Zuge der Gebietsreform in Bayern wurden am 1. Januar 1977 die Gemeinden Oberbleichen und Unterbleichen eingegliedert.

### Einwohnerentwicklung
| Jahr      | 1961 | 1970 | 1987 | 1991 | 1995 | 2000 | 2005 | 2010 | 2015 |
| Einwohner | 1067 | 1140 | 1321 | 1379 | 1439 | 1464 | 1538 | 1491 | 1476 |

Zwischen 1988 und 2018 wuchs die Gemeinde von 1342 auf 1472 Einwohner, mithin um 130 Einwohner bzw. 9,7 %.

## Politik
Der Gemeinderat hat zwölf Mitglieder. Bei der Kommunalwahl 2020 entfielen auf die Wählergruppe Deisenhausen (52,5 %) und die Wählerliste Bleichen (47,5 %) jeweils sechs Sitze.
Erster Bürgermeister ist seit 1. Mai 2020 Bernd Langbauer (Wählergruppe Deisenhausen); er wurde am 15. März 2020 mit 83,8 % der Stimmen gewählt. Sein Vorgänger Norbert Weiß (* 1957, Alte Wählergruppe) war 24 Jahre von Mai 1996 bis April 2020 im Amt.

### Wappen
| | Blasonierung: „Gespalten; vorne im Zinnenschnitt geteilt von Schwarz und Silber, hinten in Rot zwei gekreuzte Pilgerstäbe, oben und unten beseitet von je einer silbernen Pilgermuschel.“ |
| Wappenbegründung: Die Gemeinde Deisenhausen besteht aus den ehemals selbstständigen Gemeinden Deisenhausen, Oberbleichen und Unterbleichen. Die Orte erlebten im Lauf ihrer Geschichte unterschiedliche Herrschaftsinhaber, meist Patriziergeschlechter aus Augsburg und Ulm sowie geistliche Institutionen. Drei von ihnen werden stellvertretend für die anderen im Gemeindewappen dargestellt. Der Zinnenschnitt stammt aus dem Wappen der Ulmer Familie Ungelter, die sich auch Ungelter von Deisenhausen nannte und von 1409 bis 1554 in Deisenhausen belegt ist. Die Farben Schwarz und Silber weisen auf die Familie Vöhlin von Frickenhausen hin, die seit 1524 in Oberbleichen und seit 1560 im Ort Nordhofen im heutigen Gemeindegebiet wichtige Herrschaftsrechte besaßen. Die zwei gekreuzten silbernen Pilgerstäbe mit den silbernen Pilgermuscheln sind dem Wappen des Jakobsspital in Augsburg entnommen, das seit 1679 die Ortsherrschaft in Deisenhausen innehatte. Das Stiftswappen führte den Pilgerstab und die Muschel, beides Attribute des hl. Jakob im Stiftswappen. Dieses Wappen wird seit 1981 geführt. | |

## Baudenkmäler
- Katholische Pfarrkirche St. Stephan

## Wirtschaft und Infrastruktur

### Wirtschaft einschließlich Land- und Forstwirtschaft
Es gab 2020 nach der amtlichen Statistik im produzierenden Gewerbe 86 und im Bereich Handel, Verkehr und Gastgewerbe 74 sozialversicherungspflichtig Beschäftigte am Arbeitsort. In sonstigen Wirtschaftsbereichen waren am Arbeitsort 23 Personen sozialversicherungspflichtig beschäftigt. Sozialversicherungspflichtig Beschäftigte am Wohnort gab es insgesamt 678. 
Im Bauhauptgewerbe gab es drei Betriebe. Zudem bestanden im Jahr 2020 24 landwirtschaftliche Betriebe mit einer landwirtschaftlich genutzten Fläche von 860 ha, davon waren 543 ha Ackerfläche.

### Bildung
Es gibt folgende Einrichtungen (Stand: 2021):
- Kindergärten: 65 Kindergartenplätze mit 63 Kindern
- Volksschulen: eine mit neun Lehrern und 112 Schülern[6]

## Persönlichkeiten

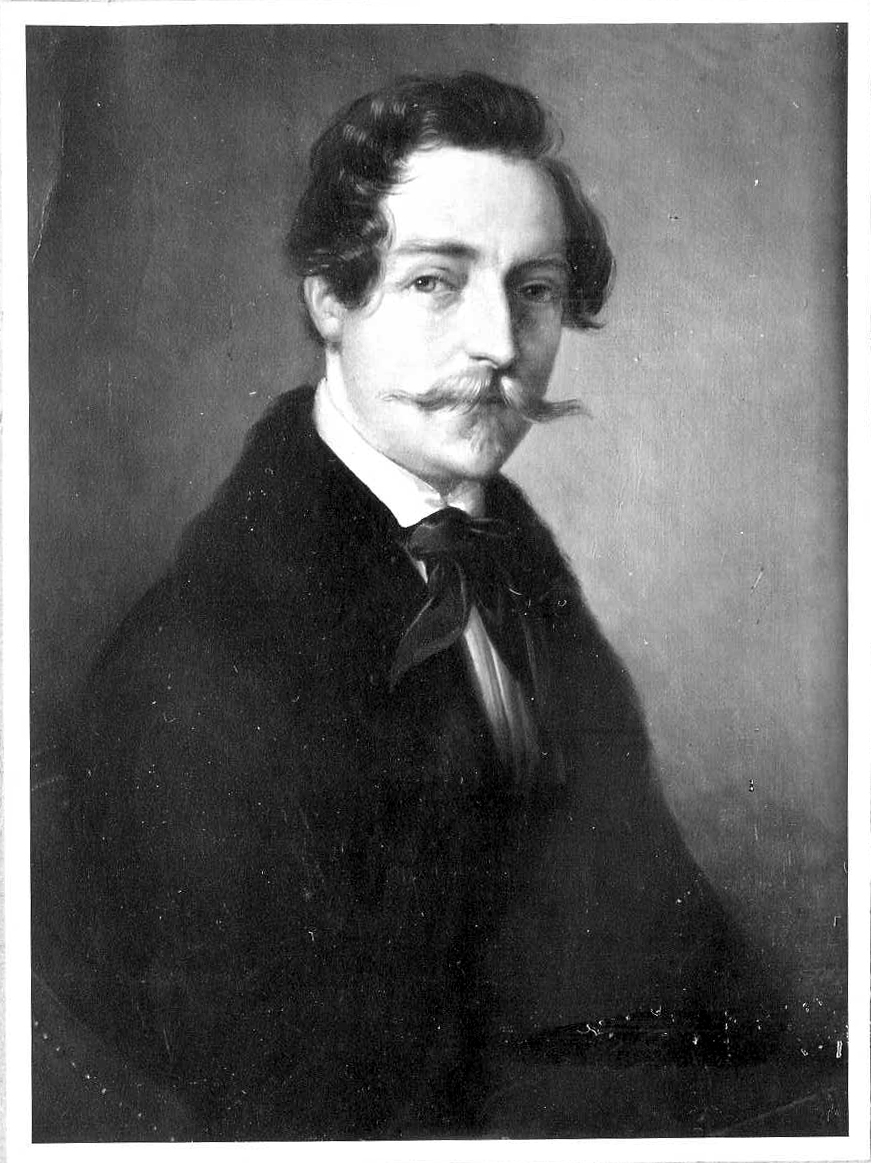
Eduard Rüber 1833

- Johann Baptist Mayer (1803–1892), Textilunternehmer.
- Gerd Müller (* 1955), Politiker (CSU), 2013–2021 Bundesminister für wirtschaftliche Zusammenarbeit und Entwicklung, ist in Unterbleichen aufgewachsen.
- Meike Pfister (* 1996), Skirennläuferin, lebt in Deisenhausen.
- Eduard Rüber (1804–1874), deutscher Architekt und bayerischer Baubeamter, der als Erbauer zahlreicher Bahnhofsgebäude in Bayern gilt.
- Die weitverzweigte Familie Spaun stammt aus Deisenhausen.